# Birem
En birem var en skibstype fra antikken. Navnet kommer fra latinsk biremis, ("to årer"), og betegner en type galej, hvor roerne var fordelt over to dæk. Den græske betegnelse er διήρης (dieres), og derfor bruges ordet "diere" også til at betegne denne skibstype. Biremen var i nogle hundrede år det vigtigste krigsskib i Middelhavet, men blev så afløst af trieren, der havde en ekstra række årer. Galejer med to rækker årer fortsatte med at eksistere, i form af handelsskibe og lette opklaringsskibe.

## Oprindelse
De tidligste illustrationer af søslag - for eksempel Ramses III's gravkapel fra det 12. århundrede f.v.t. - vises skibe med én række roere, og det er tydeligt, at skibene primært var platforme for bueskytter og andre krigere med kasteskyts. I Homers beretning om den trojanske krig (cirka 1200 f.v.t) omtales flere skibe, men det fremgår, at deres væsentligste opgave var at transportere krigere frem til en kamp, der foregik på landjorden.
Det markante skift i søkrigsførelsen kom med opfindelsen af vædderstævnen. Casson mener, at den fandt sted lidt efter 1000 f.v.t. og han sammenligner effekten af den med det, der skete, da søartilleriet blev opfundet omkring 2.500 år senere. Vædderstævnen stillede helt nye krav til skibenes udformning. De lange slanke skibe var let byggede og dermed sårbare over for angreb. Desuden havde de en vendediameter, der gjorde dem mindre egnede til selv at angribe. Svaret på dette problem var at gøre skibene kraftigere og fordele roerne på to rækker, så der ud over de sædvanlige roere i bunden af skibet også kom en række roere på en dæk over dem.
Med den ekstra række roere var biremen født, men man ved ikke, hvor i Middelhavsområdet det skete først. Der findes græske vaser fra det 7. århundrede f.v.t., hvor man kan se vædderstævn og et ekstra dæk (til bueskytter m.v.), men kun én række roere, hvorimod den assyriske kong Sankeribs palads havde illustrationer af ægte biremer, med to rækker roere, og et ekstra dæk til krigere ovenover. Vægfrisen i Ninive viste formentlig de fønikiske indbyggere i Tyr, der flygtede over havet efter Sankeribs angreb omkring år 700. På den baggrund har Casson vurderet, at fønikerne var ophavsmænd til de første biremer.

## Anvendelse
Udviklingen af biremen betød at tidligere tiders pentekontere (med 25 årer i hver side) og triakontere (med 15 årer i hver side) nu blev bygget som kortere skibe med samme antal årer, men med roerne fordelt på to niveauer. Biremerne havde en mast, der kunne lægges ned, og rigningen bestod af et firkantet råsejl. Datidens søkrig blev overvejende udført med almindelige handelsskibe, og kun de rigeste bystater havde midler til at opbygge egentlige flåder af krigsskibe. I 490 f.v.t. rådede bystaten Athen således kun over to egentlige krigsskibe, som blev suppleret med 48 handelsskibe. På samtidige illustrationer ses skibene oftest med kun én række årer, hvilket tyder på, at man til dagligt brug sparede på besætningen. I løbet af det 5. århundrede f.v.t. overtog trieren - som havde en ekstra række roere - pentekonterens rolle som det vigtigste krigsskib.
Udviklingen af trieren betød imidlertid ikke, at biremen forsvandt. For eksempel blev der i de lande, der opstod efter Alexander den Stores død bygget galejer, der havde to eller tre rækker årer som biremer eller trierer, men som havde flere roere ved hver åre. Dionysius I af Syrakus (ca. 432–367 f.v.t.) har fået æren af at have indført "femmere" og "seksere", hvor der var hemholdsvis fem og seks roere, der delte tre rækker årer mellem sig. I Karthago greb man ideen med dobbelt bemanding af årerne og videreudviklede den type pentekontere, der havde årer i to niveauer, til en quadrirem, hvor hvert niveau havde to roere. Quadriremen havde stort set samme størrelse som den klassiske trier, og dens kompakte form gjorde den til et hurtigt og modstandsdygtigt skib, og typen blev anvendt i de fleste flåder i Middelhavet i adskillige hundrede år. Efter Alexander den Stores død i 323 f.v.t. konkurrerede de stater, hans generaler skabte, hårdnakket om magten til søs. Kilderne fortæller, at Antigonos - der regerede over store dele af Lilleasien og de omkringliggende øer - fik bygget tre "Niere" og 10 "Tiere", og sagkundskaben mener, at disse meget store skibe var biremer med to rækker årer. Galejer med mere end tre eller fire roere i hver side kaldes typisk en polyrem.
Biremerne fortsatte gennem antikken som lette krigsskibe, og i Romerriget var liburniaen det vigtigste hurtige skib, anvendt til piratjagt, patruljering og transport af vigtige personer og meddelelser. Liburniaen var en birem, men i forhold til den traditionelle græske model var rigningen udbygget med en lille formast og et forsejl, der især gjorde gavn ved styring af skibet. Efter det Vestromerske riges fald blev biremen det centrale krigsskib i den byzantinske (østromerske) flåde, nu udrustet med græsk ild, og omtalt som dromon. Pryor skriver, at dromonen fandtes i en let udgave med én række årer og en kraftigere version, med to rækker, altså en birem. Op gennem middelalderen blev der fortsat bygget galejer af birem-typen, men fra omkring det 12. århundrede begyndte landene omkring Middelhavet at standardisere deres galejer til en slank type med én række årer, enten med to mand per åre eller også med to mand, der sad forskudt for hinanden - i samme niveau - med hver sin åre. Sidstnævnte type var især populær i de italienske bystater Genua og Venedig, og den blev videreudviklet med flere roere, der delte samme åbning i skibssiden. De største galejer havde også kun én række årer, men flere mand per åre. Herefter forsvandt biremen - forstået som et skib med årer i to niveauer.

## De vigtigste galejtyper i Middelhavet i antikken
| Betegnelse  | Type  | Introduceret   | Vægt (tons) | Længde (m) | Besætning | Dimensioner vedrører:                           |
| ----------- | ----- | -------------- | ----------- | ---------- | --------- | ----------------------------------------------- |
| Pentekonter | Birem | ca. 750 f.v.t. | ca. 16      | ca. 30     | ca. 60    | Pentekonter fra omkring 500 f.v.t.              |
| Trieres     | Trier | ca. 550 f.v.t. | ca. 48      | ca. 40     | 200       | Græsk trier fra omkring 400 f.v.t.              |
| Penteres    | Trier | ca. 400 f.v.t. | ca. 110     | ca. 45     | ca. 380   | Romersk "Femmer" fra omkring 100 f.v.t.         |
| Tetreres    | Birem | ca. 380 f.v.t. | ca. 70      | ca. 37     | ca. 280   | Karthageniensisk "Firer" fra omkring 300 f.v.t. |
| Hexeres     | Trier | ca. 370 f.v.t. | ca. 125     | ca. 45     | ca. 460   | Romersk "Sekser" fra omkring 100 f.v.t.         |
| Trihemiola  | Trier | ca. 310 f.v.t. | ca. 40      | ca. 35     | ca. 140   | Typisk trihemiola fra omkring 200 f.v.t.        |
| Liburnia    | Birem | ca. 100 f.v.t. | ca. 18      | ca. 20     | ca. 80    | Romersk liburnia fra omkring 100.               |